# Iwan Feldman
Iwan Iwanowicz Feldman (ur. 1893 w Rydze, zm. 8 marca 1954 w Moskwie) – funkcjonariusz radzieckich organów bezpieczeństwa, jeden ze sprawców zbrodni katyńskiej.

## Życiorys
Miał wykształcenie podstawowe, od 1927 w organach OGPU, od 1928 w WKP(b), w 1936 kierowca garażu nr 1 Oddziału Łączności Zarządu Administracyjno-Gospodarczego (AChU) NKWD ZSRR, od 19 grudnia 1937 młodszy lejtnant, od 7 lipca 1937 lejtnant, a od 17 marca 1940 starszy lejtnant bezpieczeństwa państwowego. Od 1 lipca 1938 do 13 sierpnia 1941 kierowca bazy samochodowej nr 1 Oddziału Samochodowego AChU NKWD ZSRR. Wiosną 1940 organizował "transporty śmierci" polskich jeńców i więźniów z obozów w Kozielsku, Starobielsku i Ostaszkowie, za co 26 października 1940 ludowy komisarz spraw wewnętrznych ZSRR Ławrientij Beria przyznał mu nagrodę pieniężną. Od 11 lutego 1943 major, a od 10 grudnia 1943 podpułkownik bezpieczeństwa państwowego. W 1949 naczelnik grupy Oddziału Komendanckiego Zarządu Administracyjnego MGB ZSRR, 20 maja 1949 zwolniony do rezerwy z powodu stanu zdrowia.

## Odznaczenia
- Order Lenina (25 lipca 1949)
- Order Czerwonego Sztandaru (3 listopada 1944)
- Order Czerwonego Sztandaru Pracy (20 września 1943)
- Order Czerwonej Gwiazdy (28 listopada 1936)
- Order „Znak Honoru” (19 grudnia 1937)
- Odznaka "Zasłużony Funkcjonariusz Czeki/GPU (XV) (20 grudnia 1932)

I medale.